# Comuna Otelec, Timiș
Otelec (în maghiară Ótelek) este o comună în județul Timiș, Banat, România, formată din satele Iohanisfeld și Otelec (reședința).

## Demografie
Componența etnică a comunei Otelec
     Români (67,77%)
     Maghiari (25,89%)
     Alte etnii (0,66%)
     Necunoscută (5,67%)
Componența confesională a comunei Otelec
     Ortodocși (56,91%)
     Romano-catolici (30,96%)
     Penticostali (2,9%)
     Martori ai lui Iehova (1,33%)
     Alte religii (2,17%)
     Necunoscută (5,73%)
Conform recensământului efectuat în 2021, populația comunei Otelec se ridică la 1.657 de locuitori, în creștere față de recensământul anterior din 2011, când fuseseră înregistrați 1.499 de locuitori. Majoritatea locuitorilor sunt români (67,77%), cu o minoritate de maghiari (25,89%), iar pentru 5,67% nu se cunoaște apartenența etnică. Din punct de vedere confesional, majoritatea locuitorilor sunt ortodocși (56,91%), cu minorități de romano-catolici (30,96%), penticostali (2,9%) și martori ai lui Iehova (1,33%), iar pentru 5,73% nu se cunoaște apartenența confesională.

## Politică și administrație
Comuna Otelec este administrată de un primar și un consiliu local compus din 11 consilieri. Primarul, Simona-Silvia Fechete[*], de la Partidul Național Liberal, este în funcție din octombrie 2020. Începând cu alegerile locale din 2024, consiliul local are următoarea componență pe partide politice:
|  | Partid                                 | Consilieri | Componența Consiliului | Componența Consiliului | Componența Consiliului | Componența Consiliului | Componența Consiliului | Componența Consiliului | Componența Consiliului |
|  | -------------------------------------- | ---------- | ---------------------- | ---------------------- | ---------------------- | ---------------------- | ---------------------- | ---------------------- | ---------------------- |
|  | Partidul Național Liberal              | 7          |                        |                        |                        |                        |                        |                        |                        |
|  | Uniunea Salvați România                | 2          |                        |                        |                        |                        |                        |                        |                        |
|  | Uniunea Democrată Maghiară din România | 2          |                        |                        |                        |                        |                        |                        |                        |